# Ama sofre chora
Ama Sofre Chora è un singolo del cantante brasiliano Pabllo Vittar, pubblicato il 6 maggio 2021 come primo estratto dal quarto album in studio Batidão Tropical.

## Video musicale
Il video musicale è stato registrato al Palácio dos Cedros, a San Paolo, il 23 aprile 2021 ed è stato pubblicato il 7 maggio 2021.